# 祁門県
祁門県（きもん-けん）は中華人民共和国安徽省黄山市に位置する県。県人民政府の所在地は祁山鎮。江西省との境界に近く、黄山の南西麓、昌江上流の右岸に位置する。

## 産業
県内で生産される紅茶・キーマン茶（祁門紅茶）で知られる。県境に杉林が多く見られ、切り出した杉材は筏に組まれ昌江から鄱陽湖に入り、長江へ運搬される。

## 歴史
祁門県は唐代の762年に設置された。県名は県城の北東に祁山があることに由来する。1850年代には曽国藩が湘軍の司令部を置いた。

## 行政区画
- 鎮:祁山鎮、小路口鎮、金字牌鎮、平里鎮、歴口鎮、閃里鎮、安凌鎮、鳧峰鎮、塔坊鎮、新安鎮
- 郷:大坦郷、柏渓郷、祁紅郷、溶口郷、芦渓郷、渚口郷、古渓郷、箬坑郷

## 交通

### 鉄道
- 中国国家鉄路集団
  - 杭昌高速鉄道（中国語版）
    - 祁門南駅

  - 皖贛線
    - 祁門駅

### 道路
- 高速道路
  - 黄浮高速道路